# Aspicolpus vernalis
Aspicolpus vernalis är en stekelart som beskrevs av Sergey A. Belokobylskij 1990. Aspicolpus vernalis ingår i släktet Aspicolpus och familjen bracksteklar. Inga underarter finns listade.